# جان هاشيت

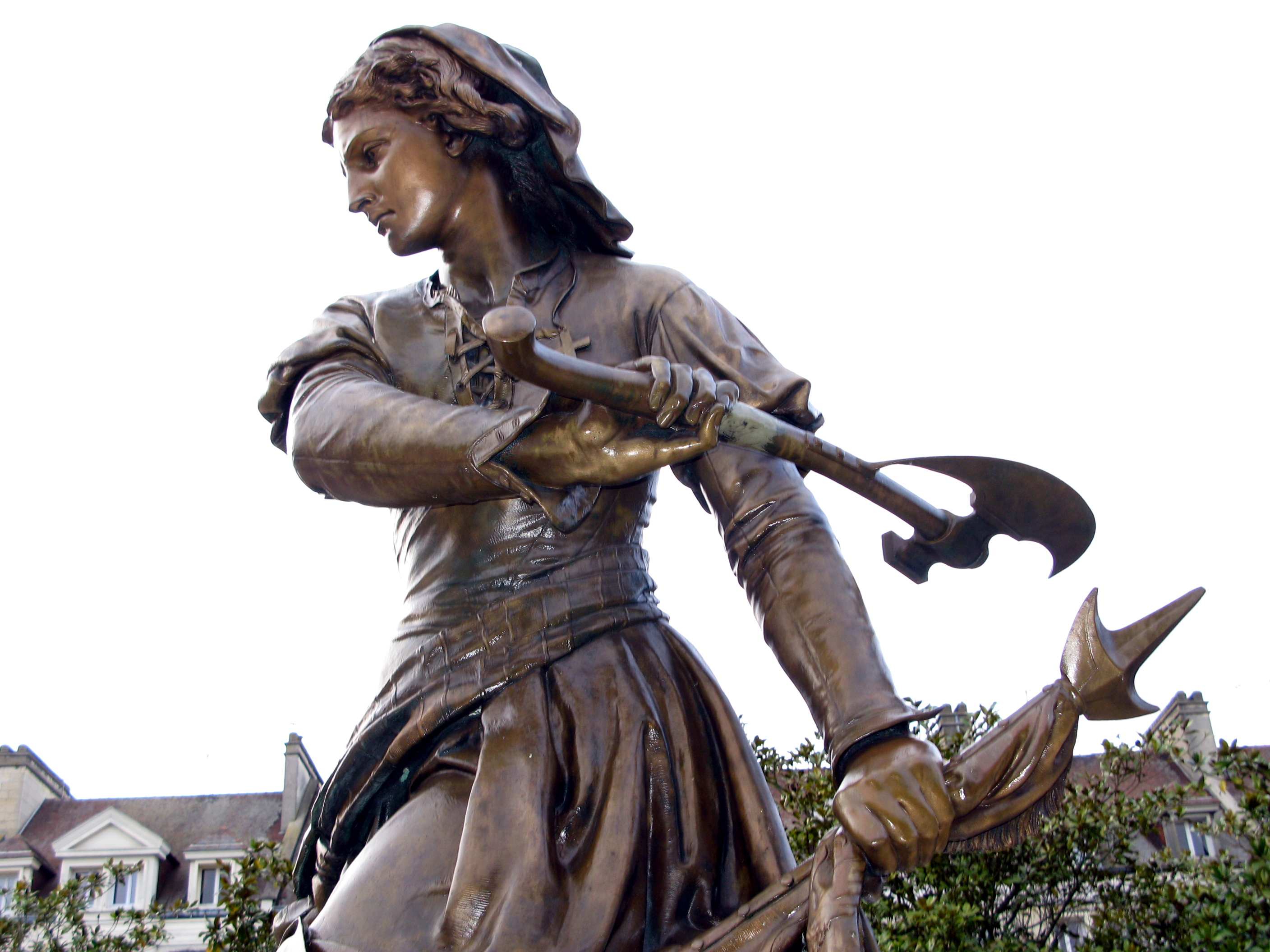
Bronze statue of Jeanne Hachette in Beauvais, by Gabriel-Vital Dubray

جان هاشيت (بالفرنسية: Jeanne Hachette)‏ هي امرأة معروفة في تاريخ فرنسا، بالتحديد معروفة بفضل مقاومتها لشارل الجريء دفاعا عن مدينة بوفيه. كان ذلك في عام 1472.